# 旅人のうた
「旅人のうた」（たびびとのうた）は、1995年5月19日に発売された中島みゆきの32作目のシングル。

## 解説
タイトル曲は日本テレビ系ドラマ『家なき子2』の主題歌に使用された。
オリコンシングルチャートにおいて、中島みゆき4作目の1位獲得。また前作に引き続き、オリコンで3作目のミリオンセラーとなった。
1996年に発表されたオリジナル・アルバム『パラダイス・カフェ』には新たなバージョンで収録されている。シングル・バージョンが前作「空と君のあいだに」を彷彿とさせるような、ギターやドラムパートが力強いのに対し、アルバム版はギターは控えめに抑え、ドラムパートも穏やかでバラード調。同曲のPVもアルバム・バージョンが採用されている。
2022年11月28日に、ヤマハミュージックコミュニケーションズからデジタル・ダウンロード配信された。しかし、ジャケット画像はシングルジャケットを使用されているが、シングルコレクションアルバム『Singles 2000』の音源のため、「旅人のうた」はこのシングルCDよりも収録時間が短くなっている。

## 収録曲
- 全作詞・作曲：中島みゆき、編曲：瀬尾一三

1. 旅人のうた
2. SE・TSU・NA・KU・TE
3. 旅人のうた（TV MIX）